# Delfino Pescara 1936
Delfino Pescara 1936, även kallad Pescara Calcio eller bara Pescara, är en italiensk fotbollsklubb från Pescara i Italien, bildad 1936. Klubben spelar säsongen 2017/2018 i Serie B.
Klubben har spelat i Serie A säsongerna 1977/1978, 1979/1980, 1987/1988, 1988/1989, 1992/1993, 2012/2013 och 2016/2017.
Delfino Pescara 1936 kommer under säsongen 20/21 att spela i en tröja designad av den sexåriga pojken Luigi D´Agostini som vann designtävlingen som laget utlyste i samband med Corona Covid-19-utbrottet i Italien.

## Spelartrupp
Uppdaterad senast den 23 april 2020
| Nr | Land     | Pos | Namn                                |
| -- | -------- | --- | ----------------------------------- |
| 1  | Italien  | MV  | Vincenzo Fiorillo (lagkapten)       |
| 3  | Italien  | F   | Cristiano Del Grosso                |
| 5  | Italien  | MF  | Alessandro Bruno                    |
| 7  | Uruguay  | F   | Edgar Elizalde                      |
| 8  | Albanien | MF  | Ledian Memushaj                     |
| 10 | Italien  | A   | Manuel Pucciarelli                  |
| 11 | Italien  | MF  | Cristian Galano                     |
| 12 | Italien  | MV  | Fabrizio Alastra (lån från Parma)   |
| 13 | Italien  | MF  | Luca Clemenza (lån från Juventus)   |
| 14 | Italien  | F   | Antonio Balzano                     |
| 16 | Italien  | F   | Mirko Drudi                         |
| 18 | Italien  | F   | Davide Bettella (lån från Atalanta) |
| 19 | Italien  | A   | Riccardo Maniero                    |

| Nr | Land      | Pos | Namn                                  |
| -- | --------- | --- | ------------------------------------- |
| 20 | Italien   | MF  | Luca Palmiero (lån från Napoli)       |
| 22 | Italien   | MV  | Simone Farelli                        |
| 23 | Italien   | MF  | Andrea Di Grazia                      |
| 25 | Italien   | MF  | Luca Crecco                           |
| 27 | Italien   | F   | Gabriele Zappa                        |
| 28 | Italien   | F   | Andrea Marafini                       |
| 29 | Italien   | A   | Gennaro Borrelli                      |
| 31 | Italien   | MF  | Massimiliano Busellato                |
| 32 | Italien   | A   | Marco Tumminello (lån från Atalanta)  |
| 33 | Bulgarien | A   | Valeri Bojinov                        |
| 35 | Italien   | MF  | Marco Tumminello (lån från Atalanta)  |
| 36 | Bulgarien | MF  | Ivaylo Chochev                        |
| 37 | Cypern    | MF  | Grigoris Kastanos (lån från Juventus) |
| 39 | Italien   | A   | Luca Forte                            |
| 40 | Italien   | F   | Edoardo Masciangelo                   |
| 41 | Serbien   | A   | Miloš Bočić                           |

## Kända spelare
Se också Spelare i Pescara
- Mervan Celik
- Morgan De Sanctis
- Dunga
- Júnior